# 고리 성운
고리 성운(Ring Nebula), 메시에 57(Messier 57), NGC 6720은 북반구의 별자리인 거문고자리에 있는 행성상 성운이다. 행성상 성운은 적색 거성의 전리 기체 외피층이 주위의 성간 매질로 팽창해 나가면서 형성되는 천체로, 백색왜성이 되기 전 항성 진화의 최후 단계에 해당된다.

## 역사
이 성운은 1779년 1월 프랑스 천문학자 앙투안 다르키에 드 펠레푸아가 발견했다. 그는 이것을 "목성만큼 크고 행성을 닮은 것"이라고 했다. 같은 달 샤를 메시에는 혜성을 탐색하다가 Pellepoix과 독립적으로 성운을 발견해 메시에 목록에 57번째로 수록하였다. 메시에와 독일계 영국 천문학자 윌리엄 허셜은 이 성운이 망원경으로 분해할 수 없는 어두운 별들이 모여 있는 것이라고 보았다.
1800년, 독일의 프리드리히 폰 한 백작이 성운의 중심에서 어두운 별을 발견했다고 발표했다. 그리고는 고리의 내부가 변화를 겪어서 이제는 별을 찾을 수 없다고 주장했다. 1864년, 영국의 천문학자 윌리엄 허긴스는 M57을 포함한 여러 성운들의 스펙트럼을 관측하여 밝은 방출선을 확인했다. 허긴스는 행성상성운들은 분해되지 않는 별들의 모임이 아니라 물질이 안개처럼 뭉친 것(nebulosity)이라는 결론을 내렸다. 고리 성운의 사진을 최초로 촬영한 것은 1886년 헝가리의 Eugene von Gothard였다.

## 관측

거문고자리에서 M57의 위치.

메시에 57은 여름의 대삼각형의 북서쪽 꼭짓점을 이루는 밝은 별 베가의 남쪽에 있다. 거문고자리 베타에서 거문고자리 감마 사이 거리의 40% 지점에 위치하기 때문에 아마추어 천문을 하면서 찾기 쉽다.
성운 원반의 각지름은 1.5 × 1 각분이며, 10×50 쌍안경으로 분해하기에는 너무 작다. 구경 최소 20 cm 이상의 망원경을 사용해야 관측이 용이하나, 구경 7.5 cm 짜리 망원경으로도 타원형 고리 모양은 대강 확인할 수 있다.

## 성질
M57은 지구에서 0.7 킬로파섹(2,300 광년) 떨어져 있다. 시각대역의 겉보기등급은 8.8v이고 사진건판의 겉보기등급은 9.7b이다. 50년 동안 사진을 찍어 살펴본 결과, 성운의 팽창 속도는 100년에 1 각초 정도였고, 이는 분광 관측에서 얻어진 20 - 30 km/s 라는 수치와 일치한다. M57이 빛나게 하는 중심의 백색왜성 또는 행성상성운핵(PNN)의 시각대역 겉보기등급은 15.75v이며, 성운의 질량은 태양의 약 1.2배이다.
성운의 안쪽 부분은 녹색에서 푸른색 색조를 띠는데, 이는 이중전리산소(O III)의 4957 Å, 5007 Å 방출선으로 인한 것이다. 이 선들은 입방센티미터당 원자 몇 개 정도의 매우 낮은 밀도에서만 형성될 수 있기에 소위 "금지선"이라고 불린다. 바깥쪽의 붉은색은 수소의 6563 Å 발머계열 방출선으로 인한 것이다. 전리질소(N II)의 금지선 또한 파장 6548 Å과 6583 Å으로 붉은색을 내는 데 기여한다.

### 성운 구조
M57은 쌍극형 성운의 한 예이다. 대칭축을 중심으로 짙은 적도고리를 확인할 수 있다. M57은 물질이 적도 부근에 밀집된 장축 타원체인 것으로 보인다. 지구에서 보기에 M57의 대칭축은 시선 방향에서 약 30도 기울어져 있다. 성운의 나이는 대략 1610±240년으로 생각된다.

### 행성상성운핵(PNN)
중심의 행성상성운핵은 1886년 9월 1일 헝가리의 천문학자 Jenő Gothard가 솜버트헤이에서 촬영해 발견했다. 고리 성운의 중심별은 지난 2천 년 동안 수소 연료를 모두 소진하고 점근거성이 되었다가, 현재 핵융합을 완전히 할 수 없는 백색왜성으로 변하고 있는 중이다.
PNN은 주로 탄소와 산소로 이루어져 있고, 바깥쪽에 보다 가벼운 원소들의 얇은 막이 있다. PNN의 질량은 대략 0.61 - 0.62 태양질량이고 표면온도는 125,000±5,000 켈빈이다. 현재 PNN은 태양보다 200배 더 밝으나 겉보기등급은 +15.75에 불과하다.

## 사진첩

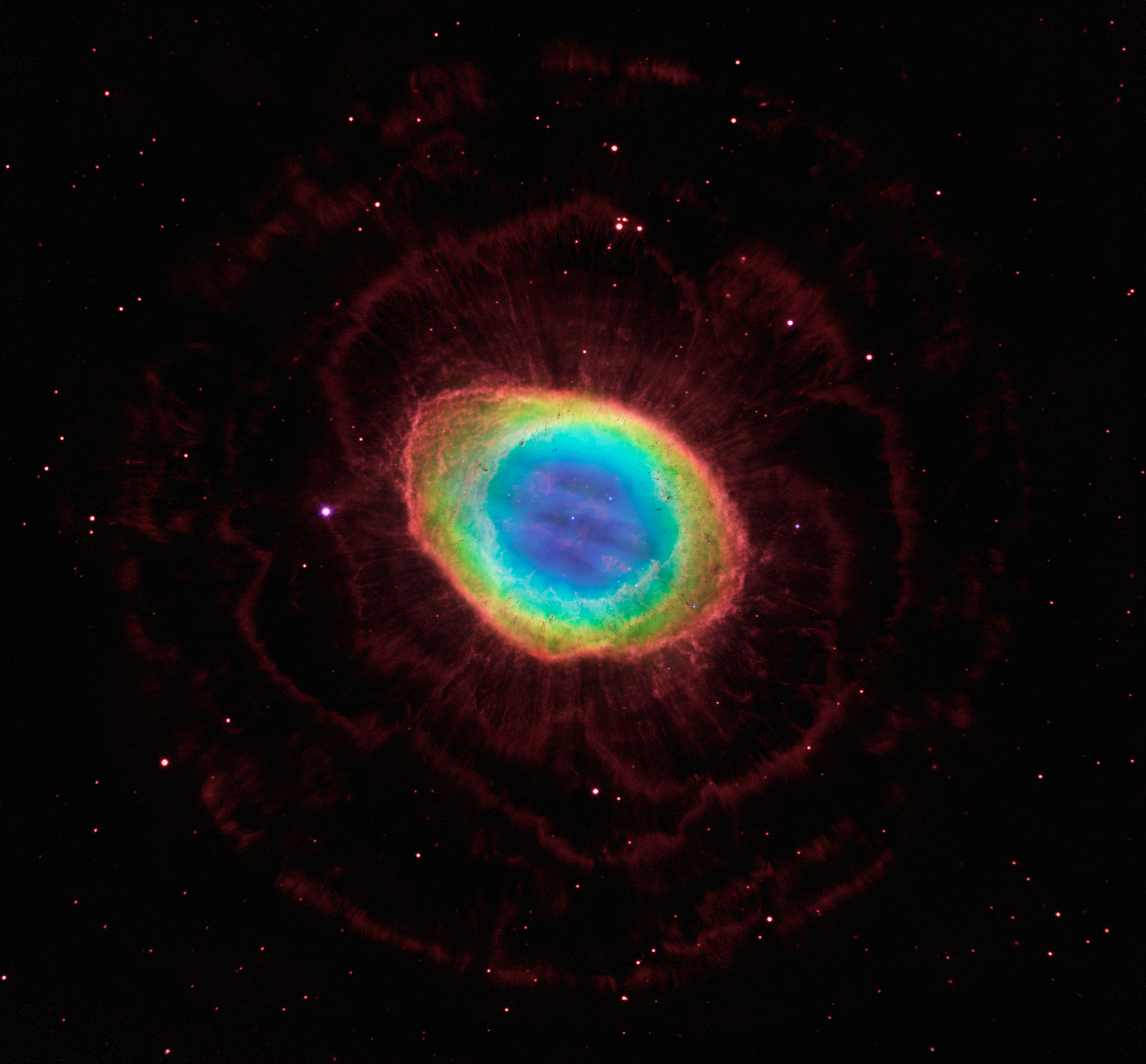
허블우주망원경이 찍은 고리 성운
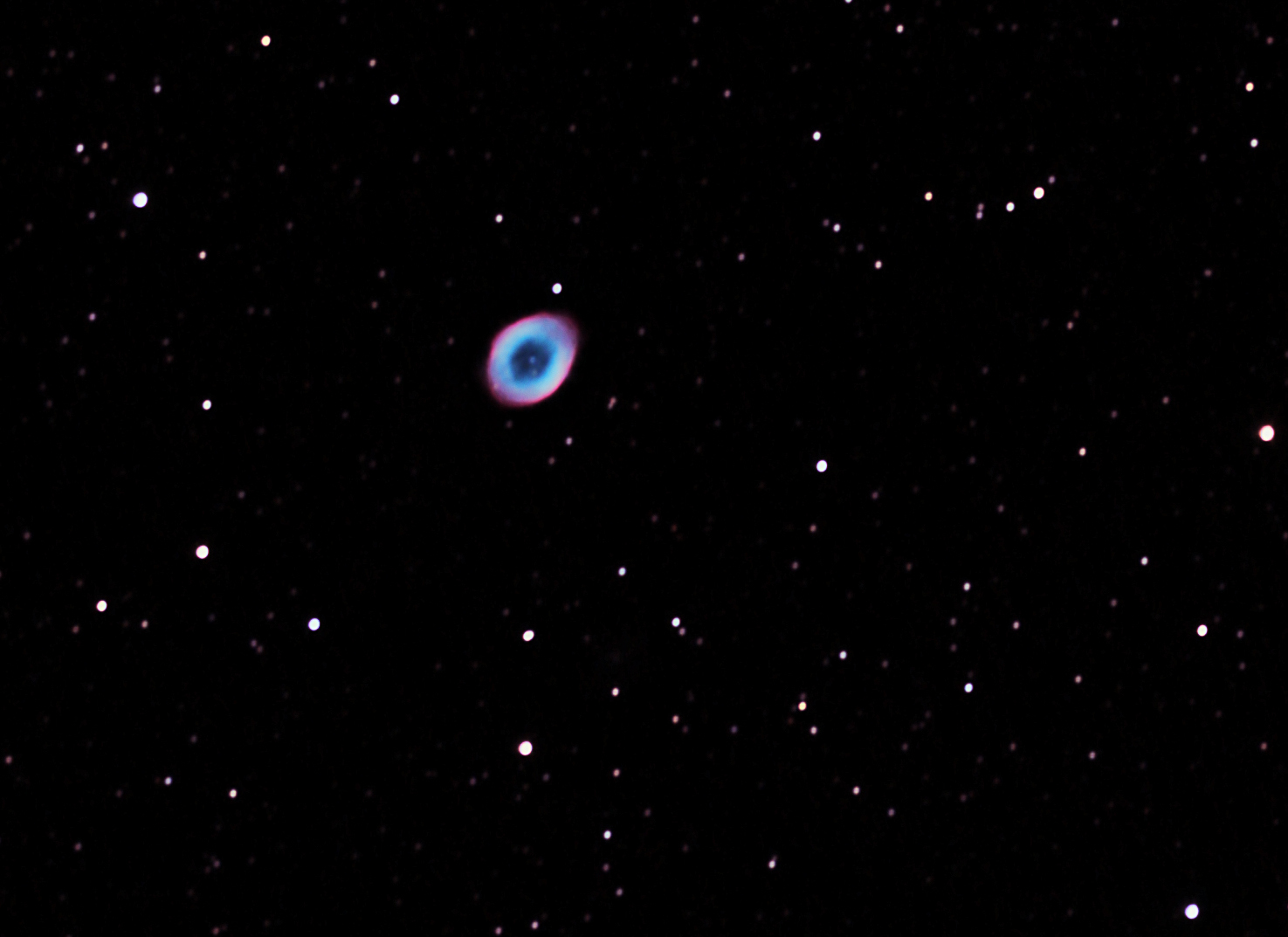
DSLR로 찍은 고리 성운
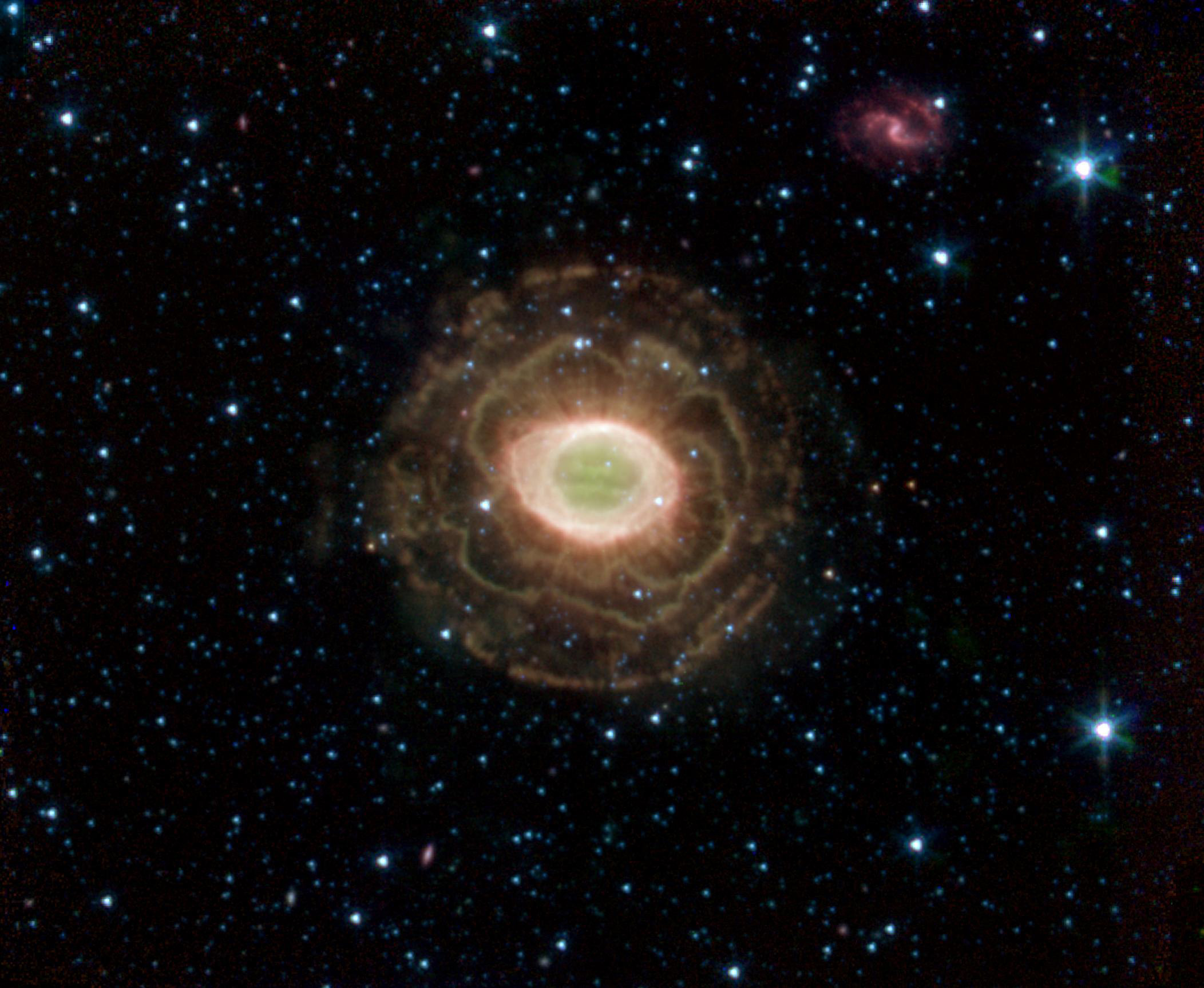
적외선 대역에서 찍은 고리 성운
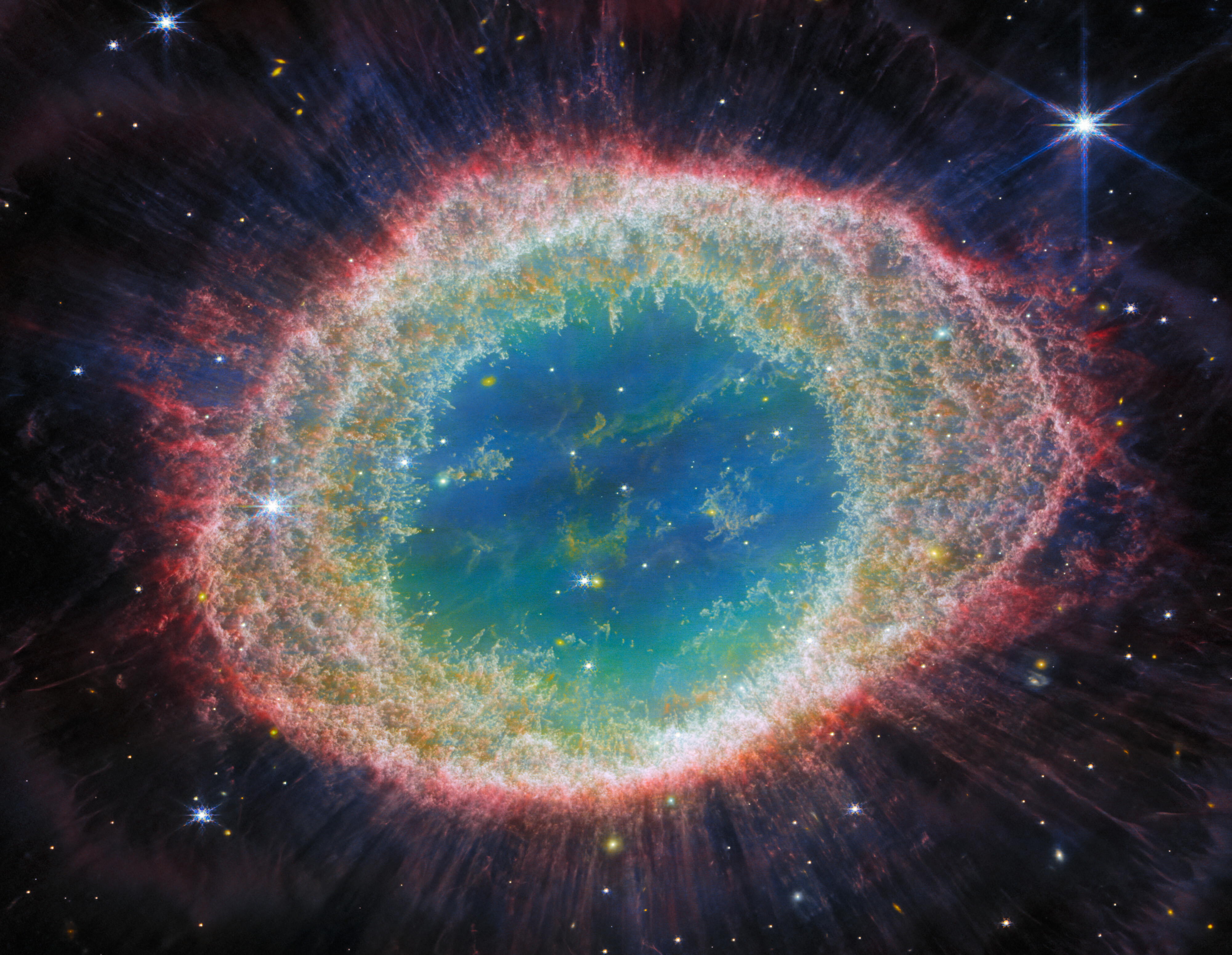
제임스 웹 망원경이 찍은 고리 성운

## 같이 보기
- 메시에 천체
- 신판일반목록
- 메시에 천체 목록